# 司徒加特證券交易所
司徒加特證券交易所（德語：Börse Stuttgart）是德國的證券交易所，位於巴登-符騰堡司徒加特，為該國第三大（次於法蘭克福證交所的Xetra平台和德意志交易所的Tradegate交易所）、歐洲第八大的證券交易所。

## 簡介
司徒加特證交所佔德國股票交易量平均約35％，為該國的第三大交易所，僅次於法蘭克福證券交易所的Xetra平台和德意志交易所集團的Tradegate交易所。根據FESE統計，司徒加特證交所規模排名歐洲第八；根據該證交所統計，2021年所有類別的資產交易額為1,070億歐元，較前一年減少約4％。

### 市場監管
司徒加特證交所的市場交易由巴登-符騰堡邦經濟、勞工和旅遊部負責監管，並由該部門下屬的獨立交易監管機構（Handelsüberwachungsstelle, HÜSt）和中央政府的聯邦金融監理局共同執行。

### 交易板塊
司徒加特證交所設有以下交易板塊：
- Euwax：歐洲最大的證券化衍生性金融商品交易平台，包括權證、投資證（英语：Investment certificate）、異地品和反向可轉換證券（英语：Reverse convertible securities）等。
- 4x：專門交易外國股票的特殊交易板塊。
- Bondx：專門交易債券的特殊交易板塊。
- Ifx：主動式管理基金的股票板塊，於期間內如股票般連續交易。
- 指數股票型基金（ETF）：於ETF Bestx進行交易。
- Bondm：證交所於2010年5月推出的交易板塊，允許中等規模的企業能夠發行公司債，企業可以自行發行債券的方式籌集外部資本，數量為1,500萬至1.5億歐元，並在司徒加特證交所進行交易。
- Freiverkehr Plus：專為中型公司設立的場外交易板塊，並適用於額外的公開義務（德语：Publizitätspflicht）。

## 歷史
司徒加特證券交易所前身為行業證券交易所協會（Industrie-Börsenverein），當時商人會聚集於國王大廈舉行證券交易會議，並以商品交易所進行紡織品交易。1861年2月11日，司徒加特證券交易所協會（Stuttgarter Börsenverein）成立，其現今的營運方巴登-符騰堡證券交易所協會（Vereinigung Baden-Württembergische Wertpapierbörse e. V.）的前身也隨之開業。當時每日皆會進行交易，於下午2時以鈴聲開盤，並在交易1小時後休市。:8－9
1877年，政府授予司徒加特證交所協會「公共證券交易所協會」（öffentlichen Börsenvereins）的地位，時任符騰堡國王卡爾一世和司徒加特議會批准《證券交易和經紀條例》（Börsen- und Maklerordnung），當地法院亦將認可證券交易所的價格。:91928年，司徒加特證交所開始進行期貨交易。:9
1991年，司徒加特證交所在成立130後搬遷回起始地國王大廈。:9
1999年，衍生性金融商品交易平台Euwax（European Warrant Exchange）成立。2002年，證交所自國王大廈遷往市場街（Börsenstraße）。:9
2005年，司徒加特證交所與證書雜誌集團公司（ZertifikateJournal-Unternehmensgruppe）合作推出S盒。
2007年底起，證交所持有82.4％的EUWAX AG股份。2008年11月，證交所控股的有限公司收購瑞典第二大證交所Nordic Growth Market NGM AB。之後，證交所與EUWAX AG的合資企業T.I.Q.S. GmbH & Co. KG開發了場外交易平台T.I.Q.S.（交易、信息和報價系統）。2010年，證交所開設面向中小企業債券的Bondm。2017年，證交所收購伯恩證券交易所大部分股份，後者於2018年成為司徒加特證交所100％持有的子交易所。

## 組織架構
司徒加特證交所由巴登-符騰堡證券交易所協會（Vereinigung Baden-Württembergische Wertpapierbörse e. V.）負責營運，後者的目標為發展司圖加特的證券交易所和金融中心，該協會建立若干個附屬機構以營運交易平台。巴登-符騰堡證券交易所（協會全資子公司）作為具有部分法律行為能力的公法機構，根據該國《證券交易法》運作並受其監管，成為實質上的證交所。為進行法律上的交易，證交所的營運公司巴登-符腾堡交易所有限責任公司（Baden-Württembergische Wertpapierbörse GmbH）需要提供設施和管理人員，該公司由巴登-符騰堡邦政府授權並負有營運該州證券交易所的義務，該公司為協會的全資子公司。證交所的技術業務由另一協會子公司司徒加特證券交易所有限責任公司（Boerse Stuttgart GmbH）處理，經營EUWAX AG以提升訂單執行的執行效率，並作為優質流動性供應商（市場創造者）於證交所提供金融服務。

## BSDEX
Boerse Stuttgart Digital Exchange（BSDEX）係德國首個受監管的加密貨幣交易所，於2019年12月設立，可交易比特幣、以太幣、瑞波幣、萊特幣等四種加密貨幣。BSDEX的多邊交易系統符合德國《銀行法》第2（12）條的監管要求。證交所另委託EUWAX AG增加流動性，後者為受監管的金融服務提供商，前者的合作夥伴則是金融科技公司Solarisbank。

## 外部連結
- 司徒加特證券交易所